# Oberamt Kreuznach
Das Oberamt Kreuznach bzw. Amt Kreuznach war ein Verwaltungs- und Gerichtsbezirk, der zur Vorderen Grafschaft Sponheim gehörte und vom Spätmittelalter bis 1797 bestand. Es liegt in den heutigen Landkreisen Landkreis Bad Kreuznach, Rhein-Hunsrück-Kreis, Landkreis Cochem-Zell, Landkreis Birkenfeld, Landkreis Alzey-Worms und Landkreis Mainz-Bingen in Rheinland-Pfalz.

## Geschichte

### Vordere Grafschaft Sponheim

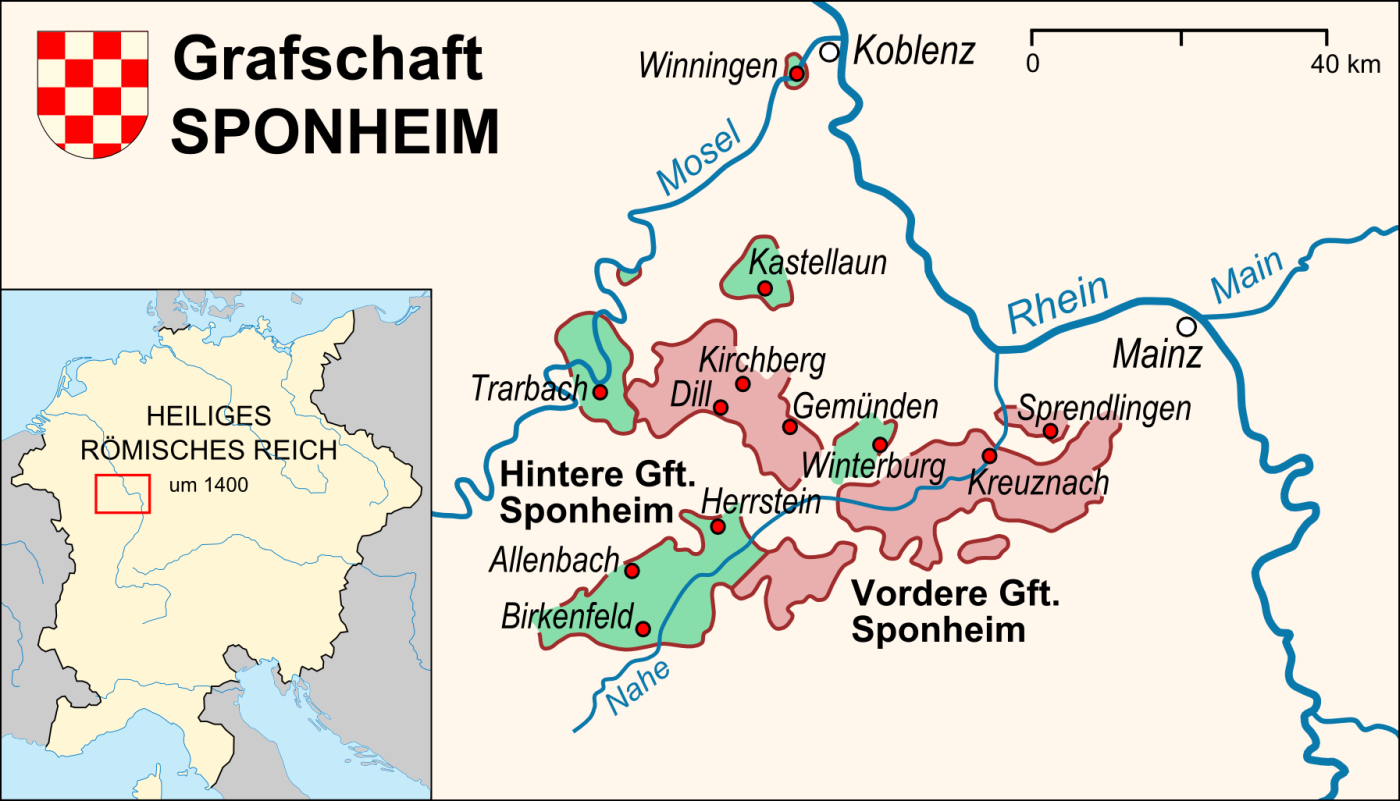
Grafschaft Sponheim (Vordere Grafschaft: rosa, Hintere Grafschaft: grün)

Zum vordersponheimischen Oberamt Kreuznach gehörte ursprünglich das Gebiet um die Burgen und Schlösser Kreuznach, Ebernburg, Gutenberg, Argenschwang, Naumburg, Koppenstein, Gemünden und Kirchberg. Es grenzte an die kurpfälzischen Oberämter Stromberg und Alzey, an Kurmainz, die Rheingrafschaft, die Grafschaft Falkenstein, die Herrschaft Bolanden, das Herzogtum Pfalz-Zweibrücken, die Hintere Grafschaft Sponheim, die Herrschaft Dalberg und den Reichsforst Soonwald. Der Sitz des Amtmanns bzw. Oberamtmanns war in Kreuznach.
Das Oberamt enthielt als Enklaven Gebiete kleinerer oder größerer Herrschaften wie der koppensteiner Herrschaft Mandel (dalbergisches Lehen), Herrschaft Montfort der Boos von Waldeck (Hüffelsheim teilweise), des Herzogtums Pfalz-Zweibrücken (Hallgarten (Pfalz)) oder bis 1556 das Kloster Sponheim (gräflich sponheimer Schirmvogtei), bis 1574 das Kloster Sankt Katharinen und ab 1707 den reichsgräflich wartenbergischen Oranienhof.
Im gemeinsamen Besitz mit der Hinteren Grafschaft Sponheim standen die Stammsitze Burg Sponheim und Burg Dill, die im bzw. am Oberamt Kreuznach lagen. Mit der Herrschaft Dill (Burg und Stadt Dill, Dorf Sohrschied und Leibeigene in umliegenden Dörfern) war bis 1566 die Vogtei über das Augustiner-Chorherrenstift Pfaffen-Schwabenheim verbunden.

### Kondominium von Kurpfalz, Veldenz, Pfalz-Simmern und Markgrafschaft Baden-Baden
Das Amt Kreuznach stand wie die gesamte Vordere Grafschaft Sponheim seit 1417 unter der gemeinsamen Regierung der Kurpfalz (1⁄5) und der Grafschaft Sponheim-Starkenburg (4⁄5), die 1422 eines ihrer vier Fünftel für 20.000 Gulden an die Kurpfalz verpfändete. 1437 wurde die sponheim-starkenburger Herrschaft zwischen den Grafen von Veldenz, den Markgrafen von Baden und der Pfalzgrafschaft Pfalz-Simmern in ungetrennter Gemeinschaft geteilt (Kondominium), jede erhielt 1⁄5 der Gesamtherrschaft und einen entsprechenden Anspruch auf das an die Kurpfalz verpfändete Fünftel. 1444 wurde Veldenz von Pfalz-Simmern beerbt (jetzt 2⁄5). Nach der Schlacht bei Seckenheim 1462 war der badische Anteil bis 1508 für 42.000 Gulden an die Kurpfalz verpfändet, die in dieser Zeit damit insgesamt 3⁄5 des Amtes in ihrem Besitz hatte. Die Herrschaft Ebernburg wurde 1482 als Erblehen an die von Sickingen vergeben. Pfalz-Simmern-Zweibrücken erwarb 1504 das 1422 von Sponheim verpfändete Fünftel von der Kurpfalz zurück und gab die Hälfte davon an Baden weiter, vermutlich im Tausch gegen badische Anteile an Burgen und Schlössern.
Nachdem Markgraf Philipp I. von Baden (1479–1533) Elisabeth von der Pfalz (1483–1522) geheiratet (1503) und die verpfändeten badischen Anteile als Mitgift zurück erhalten hatte (1508), besaßen Pfalz-Simmern 2½⁄5 (= 1⁄2 = 5⁄10), Baden 1½⁄5 (= 3⁄10) und die Kurpfalz 1⁄5 (= 2⁄10).
In der Zeit des Kondominiums amtierten zeitweise ein kurpfälzischer, ein sponheimischer und ein badischer (Ober-)Amtmann nebeneinander in Kreuznach. Die Kurpfalz und Simmern besetzten das Oberamt darüber hinaus jeweils mit einem Truchsess, Baden mit einem Landschreiber. Beschlüsse, die eine Rechtslage änderten, mussten die Amtleute einstimmig fassen, sonst blieb es zunächst beim Status quo.
Als Grundlage des Rechtswesens diente das wahrscheinlich von Rudolf von Sachsenhausen in der Mitte des 14. Jahrhunderts in Frankfurt am Main zusammengestellte sog. „Kleine Kaiserrecht“, von dem eine Kreuznacher Handschrift erhalten ist. 1530 wurde von der Kurpfalz, Baden und Simmern eine gemeinsame Ordnung für das – schon vorher bestehende – Kreuznacher Hofgericht und die Untergerichte in der Vorderen Grafschaft Sponheim erlassen, die von Silvester Sybolt, Hofgerichtssekretär in Kreuznach und Stadtschreiber in Oberwesel, und dem simmerschen Sekretär Hieronymus Rhodler († 1539) entworfen worden war. Das Kreuznacher Hofgericht als Berufungsinstanz der Untergerichte (ab einem Streitwert von 20 Gulden) trat zweimal jährlich – am Sonntag Laetare (März/April) und am Sonntag nach St. Petri Kettenfeier (1. August) – zusammen. Es wurde durch die „Freidörfer“ Waldböckelheim, Wöllstein, Volxheim, Braunweiler, Mandel und Roxheim, die dafür von dem Zoll zu Kreuznach befreit waren, mit sieben Schöffen beschickt (Wöllstein sandte zwei). Noch 1721 – nach der Abtretung Wöllsteins durch die Kurpfalz – versuchte der dortige kurmainzische Oberschultheiß dem nassauischen Oberschultheiß der zweiherrischen Gemeinde die Funktion des „Aktuars“ (Gerichtsschreibers) beim Kreuznacher Blutgericht streitig zu machen.
Als Appellationsinstanz (ab einem Streitwert von 50 Gulden) bildete sich das 1462 reformierte kurpfälzische Hofgericht in Heidelberg heraus. Berufungen vom Kreuznacher Hofgericht zum kaiserlichen Ingelheimer Oberhof, bei dem zuvor auch das Kreuznacher Schöffengericht „zu Haupt“ gegangen war, waren im 16. Jahrhundert nicht mehr möglich. Durch kaiserliches Privileg war in der Kurpfalz von 1578 bis 1652 eine Appellation an das Reichskammergericht erst bei Streitsachen mit einem Wert über 1000 Gulden zugelassen, danach konnte dieser Rechtsweg wegen eines „Privilegium de non appellando illimitatum“ gar nicht mehr beschritten werden.
1534 kam es zu einem Streit der Markgrafen Bernhard (1474–1536) und Ernst von Baden (1482–1553) mit Herzog Wilhelm IV. von Bayern (1493–1550) über den verpfändeten Anteil an Kreuznach aus dem Erbe von dessen Frau Maria Jakobäa von Baden (1507–1580). Kurfürst Ludwig V. von der Pfalz (1478–1544) als Schiedsrichter sprach Herzogin Maria Jakobäa eine Abfindung zu.
Ab 1559 gehörte das Amt Kreuznach nach einem Erbausgleich als Teil der Vorderen Grafschaft Sponheim ungeteilt der Kurpfalz (3⁄5) und Baden (2⁄5). 1610/11 kam der Pfälzer Anteil an die sogenannte jüngere Linie Pfalz-Simmern-Kaiserslautern unter Ludwig Philipp (1602–1655). 1653 im Vergleich von Regensburg (bestätigt im Reichstagsabschied 1654) ließ sich Kurfürst Karl I. Ludwig von der Pfalz (1617–1680), der seit 1648 Ansprüche erhoben hatte, einen der Pfälzer Erbanteile (1⁄5) übertragen und trat 1654 die Mitregierung an. Nach dem Tod von Ludwig Heinrich von Pfalz-Simmern (1640–1674) wurden die Kurpfälzer Anteile 1674 wieder vereinigt.
Die Markgrafschaft Baden, die 1644 durch den französischen Marschall Henri de La Tour d’Auvergne, vicomte de Turenne (1611–1675) aus Kreuznach vertrieben worden war, wurde 1652 nach dem Westfälischen Frieden durch eine kaiserliche Restitutionskommission wieder in ihren Mitanteil eingesetzt.

### Kurpfalz

Kurpfälzische Oberämter,
7 (rot) = Oberamt Kreuznach

Ab 1708 gehörte das Amt Kreuznach nach einer Realteilung vollständig zur Kurpfalz, allerdings wurden die Unterämter Kirchberg, Koppenstein und Naumburg sowie die Dörfer Burgsponheim, Sprendlingen und St. Johann ausgegliedert und an Baden abgetreten.
Zum Oberamt Kreuznach gehörten zu dieser Zeit neben der Stadt Kreuznach die Dörfer Bosenheim, Schwabenheim, Ober-Hilbersheim, Zotzenheim, Langenlonsheim, Gensingen, Hackenheim, Laubersheim, Siefersheim (Schiffersheim), Wöllstein, Gumbsheim, Pleitersheim, Rüdesheim, Traisen, Hargesheim, Roxheim, Weinsheim, Gutenberg, Sponheim, Bockenau, Auen.
1714 gelangte das Unteramt Böckelheim mit den Städten Sobernheim und Monzingen und den Dörfern Thalböckelheim, Waldböckelheim, Nußbaum und Langenthal sowie Anteilen an Boos und Oberstreit durch den „Vertrag von Frankfurt“ zwischen der Kurpfalz und Kurmainz endgültig an das Oberamt Kreuznach, dafür wurde der kurpfälzische Anteil an Siefersheim, Wöllstein, Gumbsheim, Pleitersheim und Volxheim an Kurmainz abgegeben. Auch die kurpfälzischen Ansprüche auf Neu-Bamberg, Sulzheim und Dalberg wurden jetzt aufgegeben.
Durch den „Seltz- und Hagenbacher Austausch“ von 1768 zwischen der Kurpfalz und Pfalz-Zweibrücken wurde die Stadt Odernheim am Glan mit dem ehemaligen Kloster Disibodenberg und den Dörfern Niederhausen, Hochstätten, Hallgarten sowie Leibeigenen in Staudernheim hinzugewonnen. 1750 (Abtretung durch die Sickinger) bzw. 1771 kam durch einen Vertrag zwischen Baden und der Kurpfalz die ehemals sickingische Herrschaft Ebernburg mit Norheim, Feil und Bingert im Austausch gegen Helmsheim und Sprantal hinzu. Duchroth und Oberhausen an der Nahe gelangten 1779 im „Kübelberger Austausch“ gegen das Amt Kübelberg von Pfalz-Zweibrücken an die Kurpfalz.
Gesondert verwaltet von „Schaffnern“ wurden die ehemaligen geistlichen Güter. Dies waren im Oberamt Kreuznach die Kellerei zu Disibodenberg, die Schaffnerei Pfaffen-Schwabenheim, die Abtei St. Martin in Sponheim, die Kollektur zu Kreuznach, die Schaffnerei zu St. Katharina und die Schaffnerei zu St. Peter in Kreuznach sowie die Präsenzmeisterei zu Kreuznach.

### Nach dem Ende des Alten Reiches
Nach der Einnahme des Linken Rheinufers durch französische Revolutionstruppen wurden ab 1798 die Gebiete nördlich der Nahe dem Arrondissement de Simmern (Kanton Kreuznach, Kanton Sobernheim) im Département de Rhin-et-Moselle (Rhein und Mosel), einige südliche Gebiete den Arrondissements Mainz (Kanton Wöllstein; Kanton Alzey) im Département du Mont-Tonnerre (Donnersberg) und Birkenfeld (Kanton Meisenheim) im Département de la Sarre (Saardepartement) zugeordnet.
Aufgrund der auf dem Wiener Kongress (1815) getroffenen Vereinbarungen kam das Gebiet des vorherigen Oberamtes Kreuznach 1815 größtenteils zum Königreich Preußen, zu kleineren Teilen an das Königreich Bayern (Rheinpfalz) und an das Großherzogtum Hessen.
Einige heutige Bad Kreuznacher Stadtteile und Stadtgebiete gehörten nicht zum alten sponheimischen Amt und Oberamt Kreuznach: Das Gebiet um den heutigen Oranienpark gehörte zum Augustiner-Chorfrauenstift St. Peter (bis 1566/68, ab 1707 Reichsgrafschaft Wartenberg) und der Neuhof auf dem Mönchberg in Winzenheim zum Kloster Eberbach, der heutige Stadtteil Bad Münster am Stein, die Osterburg am Römerkastell und der Galgenberg gehörten zur Rheingrafschaft, das Haus Sulz im heutigen Salinental war freiadelig (Herren von Leyen), Planig gehörte dem Benediktinerkloster St. Jakob zu Mainz (die Vogtei war als Lehen an die von Löwenstein genannt Randeck vergeben), eine Hälfte von Ippesheim und Winzenheim waren im Besitz der kurkölnischen Herrschaft Bretzenheim, die andere Hälfte von Ippesheim gehörte zur Grafschaft Falkenstein (später lothringisch bzw. vorderösterreichisch), Bosenheim war mehrherrisch (Sponheim, Wild- und Rheingrafen, Kessler von Sarmsheim, Herren von Schönberg, Herren von Leyen u. a., seit 1707 Kurpfalz).

## Verwaltungsgliederung
- Amt Kreuznach mit der Stadt Kreuznach und den Dörfern[16]
  - Laubersheim (Kappes-, Frei-Laubersheim) (1331 als pfalzgräfliches Lehen an Sponheim gekommen),
  - Bosenheim (teilweise), Schwabenheim, Hackenheim und Bonnheim,
  - Langenlonsheim und Gensingen,
  - Weinsheim, Rüdesheim, Traisen und Hüffelsheim (teilweise),
  - Bockenau, Sponheim, Auen (1203 bis 1556 Besitz des Klosters Sponheim) und Braunweiler (ab 1743/45),
  - Zotzenheim und Ober-Hilbersheim (1369 bis 1560 an die Grafschaft Falkenstein verpfändet),
  - Sprendlingen und St. Johann (alter Name: Megelsheim) (1708 an Baden abgetreten),
  - Untertanen in Badenheim und Desenheim (ursprünglich raugräflich, 1367 zur Hälfte in Sponheimer Pfandbesitz; Kondominium mit Pfalz-Zweibrücken, das die Faust von Stromberg bzw. Herren von Schönborn mit dem Ort belehnte)
  - Siefersheim (ursprünglich raugräflich, 1331 als pfalzgräfliches Lehen an Sponheim gekommen, 1714 an Kurmainz abgetreten),
  - Wöllstein, Gumbsheim und Pleitersheim (die Hälfte dieser drei Dörfer wurden 1367 von den Raugrafen an Sponheim verpfändet, Kondominium mit den Grafschaften Falkenstein und Nassau-Saarbrücken, 1714 an Kurmainz abgetreten), ab 1788 als heimgefallenes Sponheimer Lehen auch Udenheim,[17]
  - Volxheim (sponheimisches Kondominium mit dem Antoniterkloster Alzey, im 14. Jahrhundert zum Amt Kreuznach gehörig,[18] der Klosteranteil wurde 1538 auf die Kurpfalz übertragen und der Ort zum Oberamt Alzey geschlagen,[19] 1714 an Kurmainz abgetreten);
- Amt Gutenberg (seit 1350 eigenes Amt) mit den Dörfern Gutenberg (= Weitersheim; seit 1334 sponheimisch), Roxheim, Hargesheim und Braunweiler (bis 1743/45); seit 1574 Sankt Katharinen

1708 von der Kurpfalz an Baden abgetretene Gebiete
- Amt Kirchberg mit der Stadt Kirchberg und der Pflege Außenbürgerschaft mit den Dörfern Schönborn, Oppertshausen, Rödern, Dillendorf und Maitzborn. Zum Amt gehörten außerdem
  - Pflege Denzen mit den Dörfern Denzen (bis 1771), Reckershausen (bis 1771), Womrath, Dickenschied, Rohrbach, Schlierschied (1776 zur Pflege Koppenstein geschlagen), Panzweiler und Hecken,
  - Pflege Kostenz mit den Dörfern Ober Kostenz, Nieder Kostenz, Schwarzen, Metzenhausen, Todenroth und Kludenbach
  - Pflege Belg mit den Dörfern Belg, Würrich, Altlay, Kappel und Rödelhausen,
  - Pflege Sohren mit den Dörfern Sohren, Niedersohren, Lautzenhausen, Bärenbach, Hahn, Büchenbeuren, Wahlenau und Niederweiler,
  - Pflege Hottenbach mit den Dörfern Bruchweiler, Schauren, Sensweiler und Asbach und einem Viertel von Hottenbach und Hellertshausen.
- Amt Koppenstein (1708 als Pflege Koppensteinzum badischen Oberamt Kirchberg geschlagen), Sitz in der Burg Koppenstein, mit den Dörfern Gehlweiler und Brauweiler, seit 1776 Schlierschied sowie einem Viertel Anteil an Henau, Schwarzerden, Kellenbach sowie Leibeigenen in Weitersborn und Seesbach
- Amt Naumburg (seit 1349 halb, seit 1362/81 ganz), Sitz in der Burg Naumburg, mit den Dörfern Limbach, Becherbach, Bärenbach, Heimberg, Krebsweiler, Otzweiler, Oberreidenbach, Martin-Weiersbach, Bollenbach und Schmidthachenbach

Nach 1708 von der Kurpfalz hinzugewonnene Gebiete
- Unteramt Böckelheim (1278/1332 verpfändet an Kurmainz, 1462 für ein Jahr und ab 1466 dauerhaft an Pfalz-Zweibrücken-Veldenz verpfändet, 1471 als Mainzer Lehen an die Kurpfalz, ab 1675 kaiserliche Verwaltung (Sequestration), 1715 endgültig von der Kurpfalz erworben) mit den Städten Sobernheim und Monzingen und den Dörfern Thalböckelheim, Waldböckelheim, Nußbaum und Langenthal sowie Anteilen an Boos und Oberstreit; ab 1768 die Stadt Odernheim am Glan mit den Dörfern Niederhausen, Hochstätten, Hallgarten und Leibeigenen in Staudernheim; ab 1779 die Dörfer Duchroth und Oberhausen an der Nahe
- Unteramt Ebernburg (ab 1771/78) mit den Dörfern Ebernburg, Norheim, Feil und Bingert

Als dauernde Erblehen vergeben waren
- Stadt und Herrschaft Gemünden, bis 1464 und wieder ab 1514 verpfändet für 950 Gulden an die Schenken von Schmidburg
- Herrschaft Ebernburg, im 13. Jahrhundert Besitz der Grafen von Leiningen, von den Raugrafen an die Sponheimer 1347 verpfändet bzw. 1381 verkauft, 1448 bis 1750/68 an die Freiherren von Sickingen vergeben
- Herrschaft Argenschwang, ab 1195/1332 bis 1783/85 verpfändet für 2000 Pfund Heller an das Kloster Sponheim, die Vogtei darüber hatten seit 1416 die Herren von Leyen inne. 1783 erwarb die Markgrafschaft Baden für 26.500 Gulden eine Hälfte von den Freiherren von Hoheneck und 1785 die andere Hälfte für 26.000 Gulden von den Freiherren Ebersberg genannt von Weyhers und Leyen[20]

## Oberamtleute und Amtleute (Vögte) in Kreuznach
Eingerückt sind Personen aufgeführt, die in älterer Literatur als Oberamtmann aufgelistet werden, aber urkundlich nur als Truchsess, Oberschultheiß o. ä. belegt sind.

### Sponheimische Ministeriale
- 1270 Ludowich de Tolleia (Ludwig von Tholey) († nach 1276), „socius“ des Grafen Johann I. „des Lahmen“ von Sponheim
- 1311 [N. genannt] Stelin von Bonnheim[21], 1301 Burgmann der Brüder Simon und Johann von Sponheim
- 1331 Jacob von Wynesheim (Weinsheim) oder Wyrisheim[22] (Bürresheim)
- NN.
  - 1418 Nikolaus (Clais) Spieß, Truchseß zu Kreuznach
- ab 1419 Jakob von Lachen,[23][24] 1423 Burggraf zu Kastellaun
- 1421 bis 1423 Reinhard von Remchingen († nach 1423), vertrat Graf Johann V. von Sponheim ab 1421 während dessen Teilnahme am Hussitenkrieg
- 1427,[25] 1435, 1437 Meynhart II. von Coppenstein (* um 1395; † nach 1437), 1430 Amtmann zu Elmstein und Neuwolfstein; die beiden Sponheimer Grafen Pfalzgraf Friedrich I. bei Rhein und Markgraf Jakob I. von Baden verpfändeten 1450 nach der Aufteilung des Amtes für 290 Gulden den „Werth“ (Flussinsel) an der Nahebrücke in Kreuznach an Meinhard (Meinrad) III. von Koppenstein (1429–1457)[26]

### Amtleute und Oberamtleute der Kurpfalz (1414–1797)
Kurpfälzisches Kondominat (1414–1797)
- 1435, 1436 Edelknappe Hermann II. Boos von Waldeck († 1437), verheiratet mit Schonette von Sien († 1483), die in zweiter Ehe mit Reinhard VIII. von Sickingen († 1472) verheiratet war
  - 1415, 1416 Johann (Hennen) Spieß aus Gensingen, Truchsess
- 1442 Johann Boß, Amtmann zu Kreuznach
- 1447, 1448, 1456, 1459 Hans von Wachenheim d. M. (* um 1514; † nach 1472), war „18 oder 20“ bzw. „16 oder 18 Jahre lang“ Amtmann der Kurfürsten Ludwig IV. und Friedrich I. von der Pfalz zu Kreuznach gewesen[27]

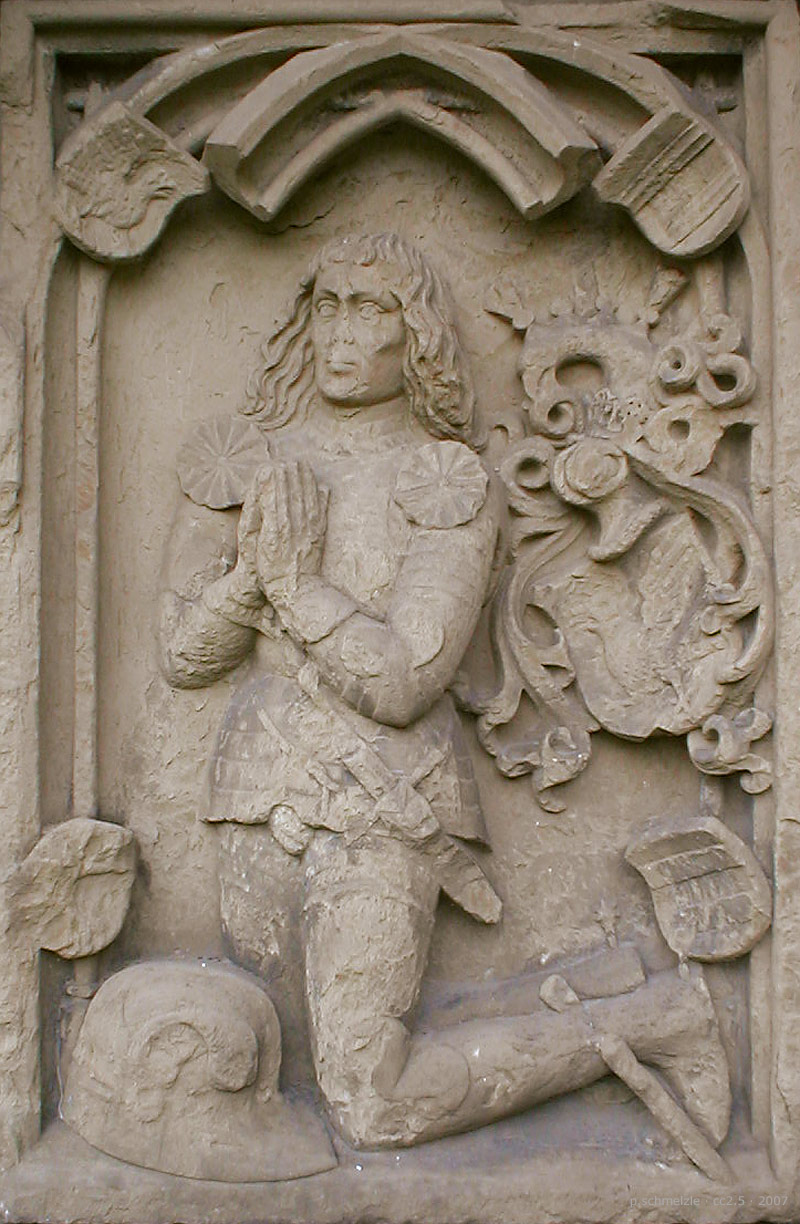
Grabmal von Albrecht V. Göler von Ravensburg

- 1464 Hans IV. (vor 1410–1484) oder/und Hans V. von Wallbrunn (um 1438–1498), ab 1461 Oberamtmann und Burggraf in Alzey, kurpfälzischer Rat
- 1466, 1469, 1472, 1474 Reinfried von Rüdesheim († 1485), mit den Bergwerken in der Grafschaft Sponheim belehnt, sein Grabmal und das seiner Frau Anna von Alben genannt Sulzbach († 1497) befand sich in der Kirche St. Nikolaus Bad Kreuznach
  - Johann Laurentius Flad, aus Trier oder Mosbach, um 1469 kurpfälzischer Truchsess in Kreuznach, 1472 bis 1493 Truchsess in Kirchberg
- 1474, 1476 Wiegand von Dienheim (1438–1521),[28] 1481 kurmainzischer Rat, 1488 Vizedom im Rheingau, 1503 Amtmann von Oppenheim, kurpfälzischer Groß-Hofmeister, verheiratet seit 1467 mit Agnes Forstmeister von Gelnhausen (* um 1449; † 1518), sein Anteil am Schloss Altenbamberg wurde 1521 von seinen Söhnen verkauft, Grabmal in der Katharinenkirche Oppenheim
- 1478 bis 1484 Schweiker VIII. von Sickingen († 1505), kurpfälzischer Rat, 1473 Amtmann in Ebernburg, 1497 Amtmann in Bacharach, ab 1501 Hofmeister
  - 1478, 1479, 1482 Jakob Steinhuser, Truchsess, 1479 Anteil am Zehnten zu Rheinzabern
  - 1484 Peter Romhard, Landschreiber zu Neustadt und Kreuznach
- 1486, 1487 Edelknappe Heinrich von Bach († 1488), Grabplatte befand sich im Franziskanerkloster St. Wolfgang in Kreuznach, vermutlich verheiratet mit Anna Riedesel zu Eisenbach, Witwe des Ulrich III. von Kronberg († 1460)
  - Magister Martin Zyns (Zinß), Truchsess
- ab 1487/88, 1496 Albrecht V. Göler von Ravensburg (1444–1503), erhielt 1487 Sulzfeld als Lehen, 1501 Amtmann in Stromberg[29], Epitaph in der Pfarrkirche Sulzfeld
- 1500, um 1505 Hans von Helmstatt der Junge († 1524) zu Schloss Obergimpern, geriet 1462 bei der Schlacht bei Seckenheim in pfälzische Gefangenschaft, 1477 kurpfälzischer Vizedom in Amberg
  - 1504 Nikolaus Braun von Schmidtburg († 1516), pfälzischer Burghauptmann und Amtmann während der Belagerung Kreuznachs im Landshuter Erbfolgekrieg, begraben in Guntersblum

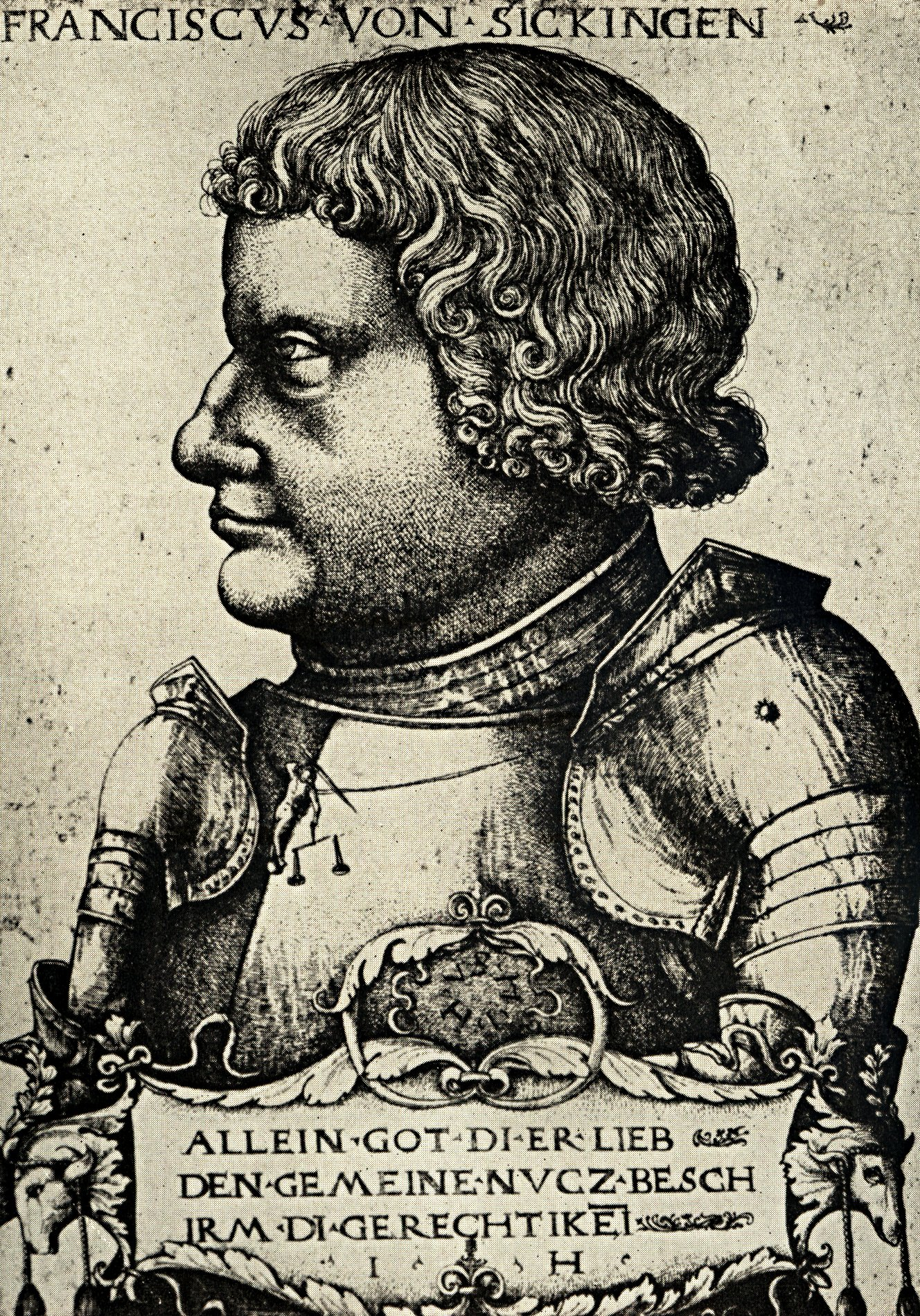
Franz von Sickingen

- 1505, 1507, 1511 Franz von Sickingen (1481–1523), Epitaph von Jost Neipeck in der katholischen Pfarrkirche St. Andreas von Landstuhl
- ab 1512, 1515 Johann von Schönburg (Schönenberg) zu Hartelstein, 1519 Amtmann zu Stromberg, Hofgerichts-Rat
- 1517 Philipp Wildgraf zu Dhaun und Rheingraf zu Stein (1492–1521), Grabmal in der Stiftskirche St. Johannisberg
- 1518, 1531[30] Konrad Stumpf von Waldeck († 1544), 1504 Inhaber eines Burglehens zu Sauerburg
  - 1519 Johann Schoneck, „Druchßes“
  - 1528 Hans Braun, Truchsess
  - 1531, 1538 Valentin (Velten) Brandenberger († um 1557), Truchsess
- 1531 bis 1543 Michael von Koppenstein (* um 1500; † 1581), danach bis 1565 nassauischer Amtmann zu Dill, Sohn des Philipp von Koppenstein († vor 1557), Grabdenkmal in der Kapelle St. Antonius in Mandel
  - Wolfgang Ludwig von Ortenberg (um 1500–1578), Dr. jur. utr., 1539 Stadtschultheiß zu Kreuznach,[31] Grab in der Kirche St. Peter in Heidelberg
- 1547 bis etwa 1558 bzw. 1569, trat jedoch später nur noch als kurpfälzischer „Rat von Haus aus“ auf,[32] Johann von Dienheim (1508–1570), als kurpfälzischer Rat Teilnehmer der Passauer Friedensverhandlungen sowie der Reichstage von 1544 in Speyer, 1555 in Augsburg, 1557 in Regensburg und 1567 in Augsburg, kurpfälzischer Hofmeister und Rat, Grabmal befand sich in der Pauluskirche Kreuznach. Sein Sohn Eberhard von Dienheim (um 1540–1610, reg. 1581) war Bischof von Speyer
- (de facto) ab 1549 Johann Meinhard von Koppenstein († 1570), gemeinsamer dreiherrischer Amtmann,[33]
- (de facto) ab etwa 1558 bis 1569/70 Carsilius Baier von Bellenhofen († 1573), seit 1551 pfalz-simmerischer Oberamtmann (s. unten), erhielt eine Nebenbestallung als kurpfälzischer Rat und als badischer Oberamtmann
- ab 1569, 1571, 1575,[31] 1581[34] Nikolaus II. Schenk von Schmidtburg (* um 1534; † 1599) aus Gemünden, trierischer Erbschenk, Hofmeister in Amberg, 1559 Amtmann in Oppenheim, 1560 kurpfälzischer Rat, 1570 auf dem Reichstag zu Speyer, auch mainzischer Rat. Er und seine Frau Elisabeth von Schwarzenberg, die „Schmittbergerin“, waren Besitzer der medizinischen Rezeptsammlung Cod. Pal. germ. 198[35], Grabmal befand sich in der Pauluskirche Kreuznach
  - 1573 bis 1585 Severein Sauer († 1585/87),[31] Truchsess,[36] aus Bacharach, 1559 immatrikuliert in Heidelberg, Stadtschreiber in Kaiserslautern, kurpfälzischer Pfleger zu Otterberg[37]
- 1582, 1585, 1598 Johann Bernhard von Botzheim (1552–1609)[38] aus Straßburg, 1568 Studium in Tübingen, 1572 in Orléans, verheiratet mit Margareta (von) Prechter aus einer 1556/66 geadelten Patrizierfamilie zu Straßburg, Grabmale seiner Söhne († 1587,† 1589, † 1594) und einer Tochter († 1597) befanden sich in der Pauluskirche Kreuznach; sein eigenes Grabmal befindet sich in der Kirche Sankt Johann in Wissembourg
  - 1586 Johann Oberlender, Truchsess
  - 1592 Dr. Wilhelm Post, Truchsess
- 1600, bis 1609 Johann zu Eltz-Blieskastel (1553–1609), Herr zu Wecklingen, 1587 kurpfälzischer Faut (Vogt) in Heidelberg, 1589 als Amtmann in Otzberg, legte 1601 ein „Verzeichnis aller Herrlich- und Gerechtigkeiten der Stätt und Dörffer der vorderen Grafschaft Sponheim im Ampt Creutznach“ an, half 1606 einer als „Zauberin“ beschuldigten Frau,[39] sein Grabmal und das seiner Schwiegermutter Sophia Quadt von Landtscron geb. von Pallant († 1605) befanden sich in der Pauluskirche Bad Kreuznach
  - 1606 Johann Wigand Schloer (Schleeher), kurpfälzischer Truchsess

1610 Übergang an die Linie Pfalz-Simmern-Lautern
- ab 1610, 1613, 1619 Freiherr Wilhelm von Winneburg und Beilstein (1571–1637), 1605 kurpfälzischer Rat und Oberamtmann der Vorderen Grafschaft Sponheim,[40] 1608 Amtmann zu Lautern, das Grabmal seiner Frau Gräfin Anna Sibylla von Ysenburg und Büdingen (1578–1618) befindet sich in der Pauluskirche Bad Kreuznach
  - 1615 Johann Wiegand Schlöer, kurpfälzischer Truchsess

1620–1641 Unterbrechung durch Besatzungen
- 1630 Heinrich Gottfried von Geispitzheim († nach 1633)
- 1636, 1641 Johann Philipp von Hardungh (Hartung) (* um 1590; † nach 1641), „Ober Ambts Verwalter“ zu Kreuznach, kaufte 1636 das freiadelige Rittergut Bangert, verhandelte 1637 mit General Matthias Gallas (1588–1647) über die Belastungen der Unterpfalz durch die kaiserlich spanische Armee[41], zeitweise französischer Statthalter in Kreuznach
- 1645 Gerhard von Hardung

1653/54-1674 Pfalz-simmern-lauterisches (2/5) und kurpfälzisches (1/5) Kondominat
- 1654,[42] 1655, 1667 Wolfgang Bernhard von Geispitzheim, 1638 pfalz-simmerischer Rat und Amtmann in Bolanden, später Geheimrat, 1650 Abgeordneter zum Nürnberger Friedensexekutionstag, 1653/54 auf dem Reichstag in Regensburg, 1660 bis 1669 Oberamtmann in Simmern, seit 1647 Mitglied der Fruchtbringenden Gesellschaft („Der Umbringende“), verheiratet seit 1655 mit Louisa Kolb von Wartenberg (1627–1667), Tochter des pfalz-simmerischen Statthalters in Kaiserslautern Johann Kasimir I. Kolb von Wartenberg (1584–1661)
  - 1657 Johann Karl Tollner, pfalz-simmerischer Kammerrat und Truchsess
- 1660, 1661 Heinrich Burkhard von Dalwigk-Lichtenfels (1617–1684) zu Hoof, 1634 immatrikuliert in Marburg, Burgsaß zu Fritzlar, 1655 Mitunterzeichner des „Fundamentalgesetzlichen Ausgleiches“ zwischen der hessischen Ritterschaft und Landgraf Wilhelm VI. von Hessen-Kassel, pfälzischer Geheimrat
  - 1662 Wilhelm Pabst (* 1632), Herr zu Drieß, Truchsess in Kreuznach, 1666 Vogt in Alzey, kurpfälzischer Rat und Kirchengutverwalter
- 1667 Graf Wolfgang Dietrich zu Castell-Remlingen (1641–1709),[43] 1678 pfälzischer Großhofmeister, 1680 Oberamtmann in Alzey, Epitaph befand sich in Castell (Unterfranken)
- 1668, 1672 Albrecht Reichard von Obentraut
  - 1669, 1671 Johann Wilhelm Weydner (Weidtner) († 1699/1711), Doktor der Rechte, pfalz-simmerischer Truchsess, 1657 mit dem Burghaus „zur Kaltenloch“ und 1662 mit „Gottschalk des Juden Haus“ in Kreuznach belehnt, Sohn von Johann Leonhard Weidner und Anna Maria Zinkgräf,[44] verheiratet mit Maria Agnes Patrick, Vater von Maria Margarete Weidner und Schwiegervater von Hofprediger Karl Konrad Achenbach (1655–1720)
  - 1671 bis 1696 Franz Daniel Heyles (Heilaß) (1640–1716),[45] aus Bacharach, Studium 1656 in Heidelberg, 1658 in Marburg und 1659 in Franeker, Truchsess in Kreuznach, danach evangelischer Kirchenrat in Heidelberg

ab 1674 Vereinigung der Kurpfälzer Anteile (3/5)
- 1674 Heinrich Burkhard von Dalwigk-Lichtenfels zu Hoof, kurpfälzischer Rat
- 1680 Ludwig Wilhelm von Stauff († nach 1716), 1674 braunschweig-lüneburgischer Drost in Schöningen, 1683 Reichshofrat in Leustadt, 1702 in Köln, Sohn des letzten schwedischen Stadtkommandanten von Kreuznach, Generalmajor Johann Georg von Stauff (1603–1683)
- 1681 Kasimir Heinrich von und zu Steinkallenfels (1634–1693), später Graf, kurpfälzischer Hofmarschall und Kriegsratspräsident, 1688 Coadjutor der Ballei Lothringen des Deutschen Ordens
- 1683, 1685 (zweite Amtszeit) Albrecht Reichard von Obentraut, 1689 Oberamtmann in Alzey
- 1689 Graf Johann Jakob von Hamilton (1642–1717) auf Kreuth und Hirschberg aus der Linie der Earls of Hamilton-Abercorn, kurpfälzisch-neuburgischer Kämmerer, Oberststallmeister und Geheimer Rat,
- 1691 Freiherr Philipp Adam Christian von Vogt von Elspe zu Bamenohl[46] auf Burg Waldmannshausen und Elkerhausen, verkaufte 1681 ein Lehen in Förde (Grevenbrück)[47], kaiserlicher Obristleutnant, Oberhofmeister in Neuburg an der Donau, 1691, 1697 kurpfälzisch-neuburgischer Landschaftskommissar
  - 1698 Johann Nikolaus Quad von Kinkelbach (1651–1708)[48], aus Hagenbach, Landschreiber in Kreuznach, nach 1685 zum katholischen Glauben übergetreten, 1699 kurpfälzischer Hofrat, 1706 Vorsitzender der Geistlichen Güteradministration, Grabstein in Schifferstadt
  - 1700 Philipp Peter Flad († 1716/24),[49] Oberamtsassessor zu Kreuznach und Amtskeller zu Disibodenberg, 1708, 1711 Hofkammerrat
- 1704 Freiherr Albrecht Schellart von Obbendorf (1670–1754) zu Gijsteren bei Venray
- 1704, 1706 Johann Michael Otto, kurpfälzischer Rat

1708 Übergang des Oberamtes im Ganzen an die Kurpfalz (1707–1797)
- vor 1709 Johann Heinrich Otto, Hofgerichtsrat, 1709 Hofrat
- vor 1711/13 Freiherr Lothar Friedrich von Hundheim (1668–1723), bis 1710 Amtmann zu Dilsberg, 1702 kurpfälzischer Geheimrat, Oberkriegskommissar, Staatsminister, Hofkanzler und Diplomat

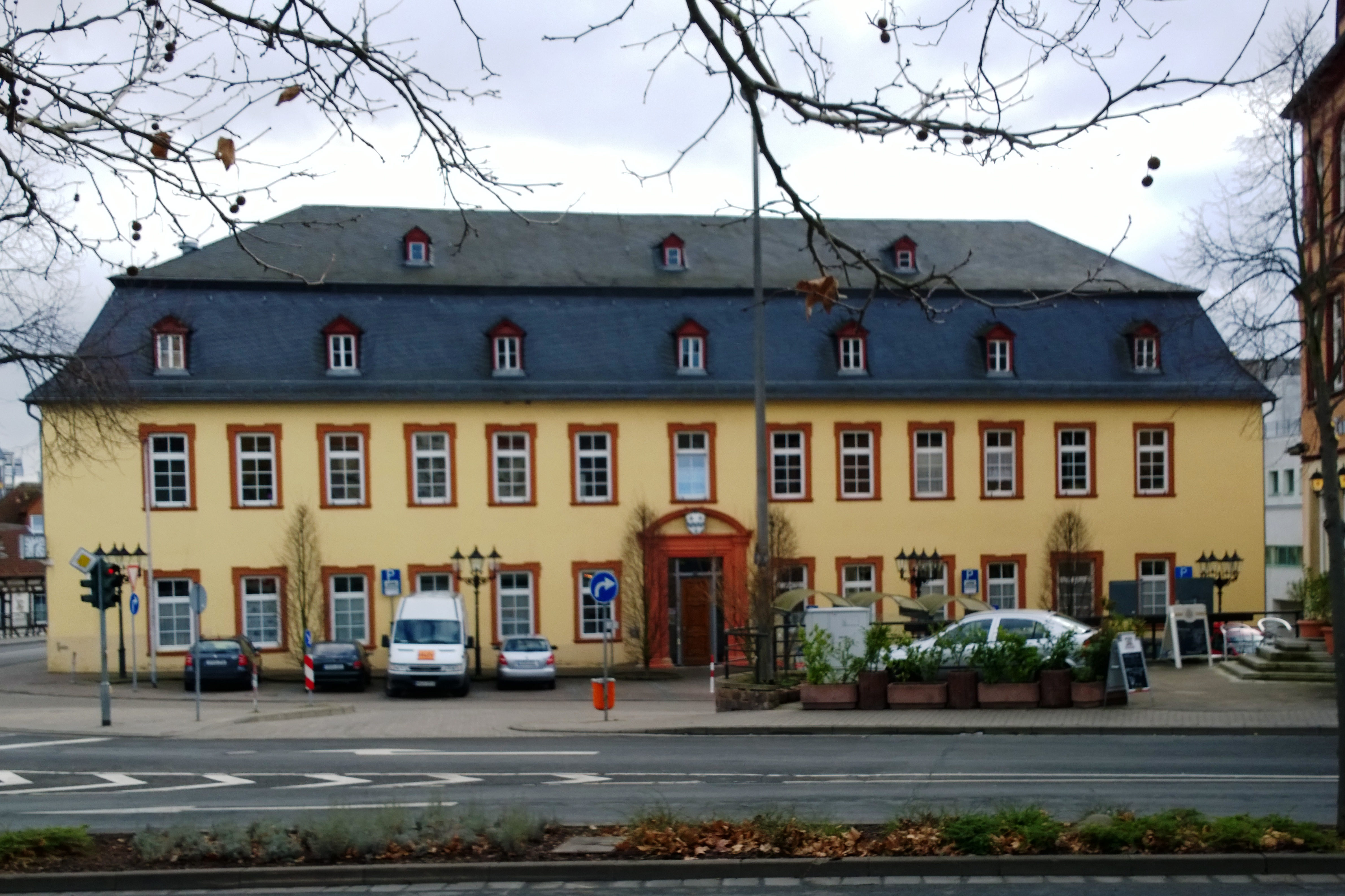
Hundheimer Hof (heute Stadthaus) in Bad Kreuznach, um 1715 von Philipp Karl von Hundheim erbaut

- um 1711 bis 1720/21 Philipp Karl von Hundheim († 1737), Bruder von Lothar Friedrich von Hundheim, 1710 Amtmann zu Dilsberg, erwarb 1712 die Kreuznacher Güter des Mainzer Erzbischofs Lothar Franz von Schönborn ließ ab 1715 den Hundheimer Hof (später Stadthaus) in Kreuznach errichten, kurpfälzischer Geheimer Rat
  - Christian [Innozenz] Rittmeyer († nach 1720)[50], braunschweig-lüneburgischer Amtmann in Bodenteich, 1663 bei den Jesuiten in Hildesheim Übertritt zum katholischen Glauben, 1694 deswegen entlassen, 1700, 1703 hessen-rheinfelsischer Kanzleidirektor, 1707 kurpfälzischer Geheimer Regierungsrat, 1712 Truchsess in Kreuznach. Als Truchsess ließ Rittmeyer auf Bitte des Abtes Pankratz von St. Jakob in Mainz in Wahrnehmung der Vogtei 1712 den evangelischen Pfarrer Johann Jakob Rodrian († 1751) von Planig wegen Karfreitagsgeläutes absetzen und gefangen nach Alzey bringen[51]
  - 1721, 1722, 1723 bis nach 1742 Rat und Truchsess Eckhat von Scherer,[52] (1727 auch: Eckhard von Lehenner; Leherer) spielte 1742 unter dem folgenden Oberamtmann von Hundheim eine auslösende Rolle im sog. „Bretzenheimer Krieg“ der Stadt Kreuznach gegen den Ortsherren Graf Ambrosius Franz von Virmont[53]
- bis 1743 Freiherr Franz Moritz von Hundheim (1708-um 1755), 1734 kurpfälzischer Vogt in Heidelberg, 1743 Oberamtmann zu Germersheim
  - Truchsess Eckhat von Scherer
- 1743 bis 1765 Freiherr Franz [Philipp] von Hundheim
  - Johann Adam Joseph (von) Stahl, 1750 in der Oberamtsverwaltung,[54] 1763 Kurpfälzer Hofgerichtsrat und Landschreiber im Oberamt Kreuznach
- 1765, 1781, 1793 Freiherr Carl Philipp von Venningen (1728–1797), Herr zu Eichtersheim, seit 1765 Regierungspräsident, Hofgerichtskanzleidirektor und Oberkurator der Heidelberger Universität, begraben in der Schlosskirche Eichtersheim
  - Johann Adam Joseph von Stahl, 1768 als Oberamtstruchsess geadelt, 1771 „Satrapa“ (= Amtmann),[55]
  - Freiherr Karl Theodor von Stahl, 1772, 1780, 1784 Oberamts-Truchseß in Kreuznach
- vor 1796 Freiherr Joseph von Schweickhard (1744–1819), 1784, 1794 Oberamts-Truchsess in Kreuznach, Amtmann in Bretzenheim, kurpfälzischer Regierungsrat, vor 1796 Kreuznacher Oberamtmann,[56] 1790 Reichsfreiherr, ab 1800 in Mannheim

Französische Besetzung
- Am 1. Thermidor IV (19. Juli 1796) wurde die Oberamtsverwaltung durch den französischen Regierungskommissär und Generaldirektor für Steuern und Domänen in Koblenz Jean-Baptiste Bella († nach 1817)[57] an die Kreuznacher Munizipalität übertragen,[56][58] am 23. Juli löste Bella die noch bestehende kurpfälzische „Landesadministration“ auf und bestellte den bisherigen Oberamtsadvokaten Stanislaus Schmitt (* 1766; † nach 1823)[59] zum „Vorgesetzten der Requisitionen“ des 40 Ortschaften umfassenden Bereichs um Kreuznach.[60]

Bayerischer Anspruch auf die Rheinpfalz (1799–1802); nominell bayerisches Oberamt Kreuznach
- 1799, 1800 Freiherr Friedrich Anton von Venningen (1765–1832), rheinpfälzischer Wirklicher Hofkammer- und Forstrat[61], ab 1803 Theaterintendant im Nationaltheater Mannheim
  - Freiherr Joseph von Schweickhard (s. oben), 1799, 1800, 1802 Oberamts-Truchseß in Kreuznach, rheinpfälzischer Generallandeskommissariatsrat, entlassen, richtete 1817 verschiedene Eingaben an die Bundesversammlung

### Amtleute des veldenzischen Kondominats (1437–1444)
- 1437[1] bis 1444 Friedrich von Löwenstein († 1450)

### Amtleute des pfalz-simmerischen Kondominats (1437–1559)
- 1441, 1448 Friedrich von Löwenstein († 1450), zugleich badischer Amtmann
- 1456 bis 1474 Wilhelm von Randeck († vor 1494 [1486?])
- 1480 Johann von Morschheim, 1493 Oberamtmann in Alzey, verfasste 1497 einen zeitkritischen Fürstenspiegel Spiegel des Regiments;[62] die Grabmäler seiner Eltern Heinrich von Morsheim († 1477) und Mechthild von Bettendorf († 1473) befanden sich in der Kirche St. Nikolaus in Kreuznach
- 1483, 1485 Friedrich von Rüdesheim „der Junge“, erhielt 1483 von Erzbischof Adalbert von Sachsen die Herrschaft Martinstein als Pfand, die nach seinem Tod an die Herren von Leyen gelangte
- 1488, 1490, 1498[63] Friedrich Frey von Dern (Frei von Dehrn) († 1525), verheiratet mit Maria von Randeck († 1494), Tochter des Wilhelm von Randeck, besaß 1493 das Patronatsrecht in Gaugrehweiler
- 1493 Simon I. Boos von Waldeck (* um 1445; † 1502), 1471 bis 1490 mit Kempenich belehnt, Grabmal befand sich in der Schlosskirche Meisenheim, verheiratet seit 1464 mit Katharina von Loewenstein († um 1484) zu Randeck
- 1494, 1497 Emmerich von Mudersbach (1479–1539) zu Hohlenfels, verheiratet mit Anna Schenck zu Schweinsberg
- 1498[63], 1503 Johann Brenner von Löwenstein (Lewenstein) († 1521) zu Randeck, um 1506/07 Rat von Pfalz-Simmern, 1508 Oberamtmann und Burggraf in Alzey, verheiratet seit 1482 mit Apollonia von Heppenheim genannt vom Saal († 1525), Doppelgrabmal in Imsweiler
- 1505, 1506, 1508, 1510, 1513, 1531[64], 1535 Meinhard IV. von Koppenstein (1489–1537) „der Alt“, verheiratet I. mit Agnes von Wallbrunn, II. mit Amalia von Reifenberg, Grabmal befand sich in der Pauluskirche Kreuznach
- 1538 Meinhard V. von Koppenstein (1514–1541) „der Junge“, gemeinsamer dreiherrischer Amtmann,[65] verheiratet mit Anna Wolf von Sponheim
- 1540, 1543 Hans Beuser von Ingelheim († 1543/47), 1535 als Amtmann von Bolanden Gesandter zum Wormser Reichstag, 1540 als „Hanns Beiser von Inolstatt, amptman zu Creutzennach“ Teilnehmer am Hagenauer Religionsgespräch, Amtmann in Bacharach, 1542 und 1543 Gesandter zu den Nürnberger Reichstagen, kurpfälzischer Hofmeister, verheiratet seit 1531 mit Dorothea Brömser von Rüdesheim verwitwete von Rathsamshausen
- ab 1549 Johann Meinhard von Koppenstein († 1570),[66] gemeinsamer dreiherrischer Amtmann[33]
- ab etwa 1551 bis 1559 Carsilius Baier von Bellenhofen († 1578)

1559 Erbausgleich zwischen der Kurpfalz und Baden; Erlöschen des pfalz-simmerischen Anteils

### Amtleute bzw. Landschreiber des badischen Kondominats (1437–1707)
- 1439, 1440 Nikolaus Ruyß (Ruße, Riß, Rüysz) von Ohlweiler (Uhler, Owilr) († zwischen 1454 und 1464),[67] Landschreiber in Kreuznach,[68] trat zuvor in Kreuznach als Kleriker des Trierer Bistums und im Erzstift Mainz zugelassener kaiserlicher Notar auf,[69] 1454 Landschreiber in Trarbach,[70] Sohn des Johann (Henne) Russe von Uhler (Owilre) († nach 1411), der 1409 bis 1411 als Sponheimer Schultheiß in Kastellaun erwähnt wird[71]
- 1437. 1441, 1448 Friedrich von Löwenstein († 1450), zugleich pfalz-simmerischer Amtmann

1462/63 bis 1508 an die Kurpfalz verpfändet
- 1508, 1510 Peter von Aldegunt (Altecont) († vor 1534), Landschreiber in Kreuznach, verheiratet mit Margarete Werstetter
- 1514 Bernhard von Wallbrunn († 1533), Grabmal in der Pauluskirche Wiesbaden-Erbenheim
- 1519, 1532 Veltin von Heier (Heyher), Landschreiber in Kreuznach
- 1545, 1549 Johann Sturm, Landschreiber und Amtsverwalter zu Kreuznach, vermutlich badisch, verheiratet mit Elisabeth Rauenberger[72]
- ab 1549 Johann Meinhard von Koppenstein († 1570), gemeinsamer dreiherrischer Amtmann,[33] erscheint 1556 gemeinsam mit dem badischen Kanzler Johann Jakob Varnbühler (1510–1568) im Namen des Vormunds Graf Wilhelm IV. von Eberstein als Vormundschaftsrat für Markgraf Philibert von Baden (1536–1569),[73] 1558 badischer Haushofmeister in Baden-Baden, verheiratet mit Agnes von Layen
- ab etwa 1558 bis etwa 1567 Carsilius Baier von Bellenhofen († 1578), zugleich kurpfälzischer Oberamtmann
  - 1560, 1564, 1566, 1577 Ludwig Meyer (Mey)[31]  von Ditterstetten (bei Dinkelsbühl), Landschreiber in Kreuznach
- 1567, 1568, 1570, 1572 Konrad von Obentraut († nach 1591), vermutlich aus Heddesheim, 1577 Vogt und Amtmann in Mosbach, 1578 bis 1584/85 kurpfälzischer Marschall, als Lutheraner aus dem Oberrat entlassen, 1578 bis 1585 und 1588 bis 1590 Burggraf von Starkenburg, 1591 Amtmann in Bacharach, Onkel des Reitergenerals Hans Michael Elias von Obentraut (1574–1625)
- 1573, 1575,[31] 1580, 1590 Georg Wilhelm von Sötern († 1593) zu Lemberg, Rat und Amtmann Herzog Wolfgangs (1526–1569) in Zweibrücken, 1567 Amtmann in Kastellaun, kurpfälzischer und badischer Rat, Vater des Bischofs von Speyer und Trierer Kurfürsten Philipp Christoph von Sötern (1567–1652)
- 1583, 1594 Johann von Dienheim, Besitzer der Liebenburg bei St. Wendel, Amtmann von Zweibrücken und Kastellaun
- 1586 Georg vom Stain zu Reichenstein (1549–1622),[74] 1589 Obervogt des Markgrafen Ernst Friedrich von Baden-Durlach zu Pforzheim, 1609 Reichsschultheiß zu Hagenau
  - 1586, 1589 Simon Peter Löen (Luhn, Luhon, Luon), Landschreiber, 1587 auch badischer Kammerrat, 1590 badischer Hofmeister
- um 1587 Verpfändung der Kreuznacher Landschreibergefälle an den Zollschreiber zu Kaub durch Markgraf Philipp II. von Baden-Baden[75]
- Lic. Hans Burckhard Buch
- um 1590 Karl von Orscelar († vor 1627), Freiherr zu Oudenguth, Landhofmeister des Markgrafen Eduard Fortunat von Baden-Rodemachern, nur wenige Monate in Kreuznach
- 1592 Wendelin Wolff, Landschreiber
- 1591/92–1620 Gerhard Patrick (1552–1622), 1586–1588 Bürgermeister in Trarbach, ab 1591/92 Landschreiber in Kreuznach (kein badischer Amtmann vorhanden), 1597–1599 badischer Oberamtsverweser, 1600–1619 auch kurpfälzischer Landschreiber zu Kreuznach, Bergwerksunternehmer, verfasste 1620 einen „Bericht der belägerung vnd einnehmung der Statt Creutzenach“,[76] Grabmal befand sich in der Pauluskirche Kreuznach
- 1631 Verpfändung der Kreuznacher Landschreibergefälle für 6000 Gulden an Zollschreiber Mathias Bolzinger aus Bacharach durch Markgraf Wilhelm von Baden-Baden[77]
- 1636 Georg Friedrich (Fritz) von Lontzen genannt Roben, badischer Amtmann in Stollhofen, Oberstleutnant eines badischen Regiments und Oberamtmann zu Kreuznach;[78][79] das Grabmal seiner Mutter Johanna Salome von Sponheim genannt Bacharach († 1636) befand sich in der Kirche des Franziskanerklosters Kreuznach

Nach dem Dreißigjährigen Krieg wurde das Amt nur sporadisch eigenständig besetzt; gegen Ende des Kondominats begegnen als badische Geschäftsträger noch
- N. Jacobi
- 1654 Lizenziat Laurentius Beck,[42] Badischer Rat
  - 1654, 1657 Landschreiber Wolfgang Nikolaus Neuphart († 1659),[42] verheiratet mit Anna Katharina Patrick,[80] Tochter von Landschreiber Hans Adam Patrick (1582–1626) und Anna Agnes Nordeck (1584–1662; ⚭ II. 1626 Julius Wilhelm Zincgref),
- 1658/59; um 1664 Johann Werner von Plittersdorf (* um 1600; † kurz nach 1684),[81] 1664 in den Freiherrenstand erhoben, Repräsentant verschiedener Reichsstände im sogenannten Pfälzischen Wildfangstreit, von 1667 an Gesandter in Rom, 1683 kaiserlicher Reichshofrat
- 1660, 1664 Ludwig Samuel Nebel (Neef), Landschreiber
- 1671 NN. von Rumelin, Oberamtsverweser
- 1679 Freiherr NN. (Rudolph Hannibal?) von Schauenburg-Herrlisheim[82]
- 1686 Dr. Johann Albon, badischer Rat und Landschreiber
- 1692 Johann Franz Ernst Knoppäus, markgräflicher Badenscher Rat und Landschreiber der vorderen Grafschaft Sponheim, 1692 geadelt
- 1697, bis 1707 Anton Simon Colson († 1729),[49] Truchsess, Landschreiber, badischer Rat, 1708 Oberamtmann in Kirchberg, später in Steinbach

### Amtmann der spanischen Verwaltung (1620–1632)
- 1625 Thomas Franquin, aus Nimbermont (heute Gemeinde Libramont-Chevigny in Belgien), Rat und Generalquartiermeister der Spanischen Niederlande

## Rheingräfliches Amt Kreuznach oder Steiner Amt
Vom Sponheimer Oberamt Kreuznach zu unterscheiden ist das Rheingräfliche Amt Kreuznach, das nach seinem Zentrum, dem Rheingrafenstein, auch „Steiner Amt“ genannt wurde. Es bestand aus Münsterappel mit Oberhausen an der Appel, Niederhausen an der Appel und Winterborn, Stein-Bockenheim, Dreckweiler (auch Weiler oder Weilerhof; Wüstung bei Frei-Laubersheim), Volxheim (anteilig), Münster am Stein (anteilig), dem Kreuznacher Galgenberg, der Kreuznacher Osterburg, Sarmsheim und Windesheim sowie Rechten und Gefällen in Hochstätten, Heddesheim, Norheim und Hüffelsheim. Sitz der Verwaltung war der Rheingräfliche Hof in Kreuznach.
1698 gab die wild- und rheingräfliche bzw. salm-kyrburgische Familie die Rechte an der Kreuznacher Osterburg mit allem Zubehör im Gegenzug für den Verzicht auf das Wildfangrecht an ihren Untertanen an die Kurpfalz ab.

### Weistümer
- Zwischen Queich, Lauter, Nahe, Rhein: … Treyse (1346),[86] Blenich (15. jh). In: Jacob Grimm, Ernst Drohnke, Heinrich Beyer (Hrsg.): Weisthümer, Bd. I. Dieterich, Göttingen 1840, S. 810f (Digitalisat der Bayerischen Staatsbibliothek München), (Google-Books)
- Hundsrück: … Coppenstein (1548), Becherbach (1497), Kellenbach (1560), … Auen (1488), Stadt Creutznach, Langenlonsheim, Genzingen, Sprendlingen, Wöllstein, Zozenheim (vor 1500), Oberhilbersheim, Cappeslaubersheim (1482), Rüdesheim, Hargesheim (1505), Gutenberg (1498), Roxheim, … Praunweiler, Bockenau, Gemünden, … Denzen. In: Jacob Grimm, Ernst Dronke, Heinrich Beyer (Hrsg.): Weisthümer, Bd. II. Dieterich, Göttingen 1840, S. 141–145, 148–170 und 181–184 (Digitalisat im Internet Archive)
- Zwischen Queich, Lauter, Nahe, Rhein: … Oberhilbersheim, Zotzenheim, Genzingen (1491), Planig (1512), Pfaffenschwabenheim, Siffersheim, Laubersheim (1482). In: Jacob Grimm (Hrsg.): Weisthümer, Bd. IV. Dieterich, Göttingen 1863, S. 599–620 (Digitalisat In: Bayerischer Staatsbibliothek München)
- Zwischen Queich, Lauter, Nahe, Rhein: … Hochstetten (1543), Kappeln (1353), Ebernburg (1567). In: Jacob Grimm (Hrsg.): Weisthümer, Bd. V. Dieterich, Göttingen 1866, S. 639–655 (Digitalisat In: Bayerische Staatsbibliothek München)
- Hundsrueck: … Sponheim (1488), Argenschwang (1488), Bockenau (1487). In: Jacob Grimm, Richard Schroeder (Hrsg.): Weisthümer, Bd. VI. Dieterich, Göttingen 1869, S. 494–503 (Digitalisat bei OpenLibrary)
- Anton Joseph Weidenbach: Denkwürdiger und nützlicher rheinischer Antiquarius II/17 Das Nahethal, Bd. II. Rudolph Friedrich Hergt, Koblenz 1870, passim [enthält Weistümer von Hottenbach, Bruchweiler und Schauren (1511), Sensweiler, Asbach und Schmerbach (um 1530/50), Koppenstein (1548), Kellenbach (1560), Brauweiler,[87] Gutenberg (1498), Hargesheim (1505), Roxheim, Rüdesheim, Langenlonsheim, Auen (1488), Nunkirchen, Bockenau (1487), Burg und Dorf Sponheim (1488), Argenschwang (1488), Sobernheim (1375)] (Google-Books)
- Wilhelm Fabricius: Weistümer aus dem Nahegau. In: Archiv für Hessische Geschichte und Altertumskunde N. F. 3 (1904), S. 123–152, bes. S. 123–137 und 142–152 [enthält Weistümer aus Lonsheim (um 1439), Volxheim (1515, 1526), Osterburg bei Kreuznach (1515), Glan-Odernheim (1360, 1387), Nunkirchen (1365), Schönenberg (1375)] (Digitalisat im Internet Archive)
- Johannes Polke: Das rheingräfliche Weistum von Norheim. In: Landeskundliche Vierteljahrsblätter 28 (1982), S. 3–14

### Urteile des Ingelheimer Oberhofes
- Hugo Loersch: Der Ingelheimer Oberhof. Adolph Marcus, Bonn 1885 (Digitalisat der Universitätsbibliothek Frankfurt am Main)
- Adalbert Erler (Bearb.): Die älteren Urteile des Ingelheimer Oberhofes, Bd. I-IV. Vittorio Klostermann, Frankfurt am Main 1952–1963 (Bd. II: Google-Books und Bd. III: PDF, abgerufen am 2. August 2020)

### Verordnungen
- Der Durchleuchtigstenn Durchleuchtigen Hochgebornen Fürsten und herren herrnn Ludwigs des heiligen Römischen Reichs Ertzdruchsessen un[d] Churfürsten, herrn Johansen beden Phaltzgrave[n] bei Reine, Hertzogen in Beyern, Grave zu Spanheym [et]c. und herrnn Philipsen Marggraven zu Baden [et]c. gemein ordnu[n]g irer gnaden Hovegerichts zu Creützenach. Auch der Vndtergericht in Stetten Flecken vn[d] Dörffern der Fördern Graueschafft Spanheim gen Creuetzenach gehörig. Wie daselbst durch die parthei[n] so daran in Appellation od[er] sunst erwachßen Förmlich vnd gemeynem Rechten gemeß procedirt vnd durch die Richter vnd Schöffenn gehandelt werden sol. Siluester Sibolt / Hieronimus Rodler, Simmern 1530 (Digitalisat der Bayerischen Staatsbibliothek München),(Google-Books)
- Ordnung der Graveschafft Spanheym, durch die Chur und Fürsten als derselbe gemayne Oberkayten und herschafften gen Creützennach gehoerig der geding Tagloen und Zerung halben yetzo von newem aller meniglich zugleich fürgenomen Deren sich andere auch genachpaurte gleichmaessig erzaigt, oder jn dem ebenbilliches einsehens zuthuon, bewegt werden. Anthony Corthois der Ältere, Heidelberg 1558
- Vorläufiges Tax-Reglement Für Einen jeweiligen Oberamtmann und Amtschreiber der Vorderen Grafschaft Sponheim. Rastatt 1769 (Digitalisat der Universitätsbibliothek Heidelberg)
- Sammlung von Verordnungen für das Oberamt Kreuznach der vorderen Grafschaft Sponheim 1480–1798. Abschriften, Auszüge und einige Originaldrucke; Landeshauptarchiv Koblenz (Bestand 700,110 Johannes Mathias Sittel († 1859), Gerichtsschreiber)